# Alkalmazásfejlesztési keretrendszer
A számítógép-programozásban az alkalmazásfejlesztési keretrendszer egy szoftverfejlesztési keretrendszert tartalmaz, amit szoftverfejlesztők használnak, hogy létrehozzák egy operációs rendszer, egy webalkalmazás vagy egy alkalmazás standard struktúráját.
Az alkalmazásfejlesztési keretrendszerek a grafikus felhasználói felületek elterjedésével lettek népszerűek, mivel ezek támogatják a standard struktúrát az alkalmazásokhoz. A programozók úgy találták, hogy sokkal könnyebb létrehozni egy automatikus GUI készítő eszközt standard környezetek használatával, mivel ezek előre meghatározzák az alkalmazás mögöttes kódstruktúráját. A fejlesztők rendszeresen használnak objektumorientált programozási technikákat, hogy implementálják az egyedi részeit egy programnak, ami így örökli a már létező osztályait a környezetnek.

## Példák
- Egyik első az Apple által kifejlesztett MacApp volt 1985-ben. Eredetileg a Pascal egy objektumorientált verziójában írták, de később újraírták C++-ban.
- Szabadszoftveres fejlesztői környezetek is vannak, például a Mozilla, az OpenOffice.org, a LibreOffice, a GNOME, a KDE és az Eclipse projektek részeként.
- A Microsoft is készített egy környezetet C++-ban a Windows számára Microsoft Foundation Class Library néven.
- Sok környezet, keretrendszer képes pfatformfüggetlen alkalmazások létrehozására, ilyen például a Qt, a wxWidgets, a Fox toolkit és az Eclipse RCP.
- Az Oracle Application Development Framework (Oracle ADF) Java-alapú rendszerek létrehozását segíti

## Fordítás
Ez a szócikk részben vagy egészben  az   Application framework című angol Wikipédia-szócikk fordításán alapul.  Az eredeti cikk szerkesztőit annak laptörténete sorolja fel. Ez a jelzés csupán a megfogalmazás eredetét és a szerzői jogokat jelzi, nem szolgál a cikkben szereplő információk forrásmegjelöléseként.